# Девојачко срце
Девојачко срце (лат. Lamprocapnos spectabilis) је вишегодишња биљка из групе димњача (Fumariaceae). Ова врста је једини представник свог рода (Lamprocapnos). Узгаја се као украсна биљка, услед веома декоративног изгледа цвасти и цветова. Природни ареал обухвата пределе источне Азије од Сибира до Јапана. Биљка поседује изоквинолинске алкалоиде, па контакт с њом може узроковати иритацију коже.

## Опис биљке
Девојачко срце је зељаста биљка висине до 1 m. Листови су сложени, прстасти, а цваст рацемозна. Цветови су у облику срца, дугачки до 5 cm, на издуженим хоризонталним дршкама цвасти. Цветају током касног пролећа и лета. Плод је љуска. Семена поседују елајозоме.